# Mesa, Arizona
Mesa là một thành phố thuộc quận Maricopa, tiểu bang Arizona, Hoa Kỳ. Mesa nằm cách thành phố Phoenix 20 dặm về phía đông. Thành phố này nằm ở khu vực đông thũng lũng của vùng đô thị Phoenix.
Mesa là thành phố lớn thứ ba của tiểu bang Arizona, sau Phoenix và Tucson và là thành phố 38 của Hoa Kỳ về dân số.

## Liên kết
- Mesa city government Lưu trữ ngày 2 tháng 3 năm 2006 tại Wayback Machine.
- Mesa Arizona Convention and Visitors Bureau - Tourism
- Mesa news, sports and things to do from The Mesa Republic newspaper
- City of Mesa Library on the Web.